# Roni Size
Roni Size (* 29. Oktober 1969 in Bristol, England als Ryan Owen Granville Williams) ist ein britischer Drum-and-Bass-Produzent und DJ.

## Leben
Roni Size wuchs als Sohn jamaikanischer Einwanderer in St Andrew’s, einem Vorort von Bristol auf. Mit 16 wurde er von der Schule ausgeschlossen und begann Housepartys zu besuchen, die vom Wild Bunch Soundsystem ausgerichtet wurden, aus dem später unter anderem Massive Attack hervorgegangen sind. Die Grundlagen der Musikproduktion lernte er im örtlichen Jugendclub, bevor er sich schließlich ein eigenes Studio einrichtete.
1992 traf er DJ Krust, mit dem er ein Jahr später das Musiklabel Full Cycle Records ins Leben rief. 1997 erschien das Doppel-Album New Forms des von Roni Size neu gegründeten Musikkollektivs Reprazent, für das er mit dem Mercury Prize ausgezeichnet wurde. Laut Guinness-Buch der Rekorde 2002 gilt es als meistverkauftes Drum-and-Bass-Album.
2001 entdeckte Roni Size MC Tali, mit der er die Platte Lyric on my Lip aufnahm.

## Diskografie

### Alben
- 1997: Roni Size/Reprazent – New Forms
- 1999: Breakbeat Era – Breakbeat Era
- 2000: Roni Size/Reprazent – In the Mode
- 2002: Roni Size – Touching Down
- 2004: MC Tali – Lyric on My Lip
- 2004: Roni Size – Return to the V
- 2008: Roni Size/Reprazent – Best of New Forms (Recall)
- 2014: Roni Size – Take Kontrol
- 2015: Roni Size/Reprazent – Live at Colston Hall

### Remixe (Auswahl)
- 1996: Agent Provocateur – Sabotage
- 1997: Basement Jaxx – Fly Life
- 1997: U2 – MOFO
- 1998: Sarah McLachlan – Sweet Surrender
- 1999: Method Man – Judgement Day
- 2003: Röyksopp – Sparks
- 2004: Sia – Where I Belong
- 2013: Bob Marley & The Wailers – I Shot the Sheriff